# ناظم التناضح
ناظم التَّناضُح (بالإنجليزية: Osmostat) هو المركز التنظيمي في تحت المهاد، الذي يتحكم في أسمولاليَّة [الإنجليزية]
 السائل خارج الخليَّة. تحتوي المنطقة الأمامية من تحت المهاد على مستقبلات التناضح [الإنجليزية]
، وهي خلايا تتحكم في الأسمولالية عن طريق إفراز الهرمون المضاد للإبالة (ADH).
قد يُعاد ضبط «ناظم التَّناضُح» بشكلٍ غير طبيعيٍ في بعض الحالات العصبيَّة مثل الصرع أو الشلل السفلي، مما يُؤدي إلى إفراز الهرمون المضاد للإبالة بتركيزٍ أقل، والذي قد يُسبب نقصًا في صوديوم الدم. كما يُعدّ إعادة ضبط «ناظم التَّناضُح» سمةً من سمات متلازمة الإفراز غير الملائم للهرمون المضاد لإدرار البول (SIADH).

### باللغة الإنجليزيَّة
1. ↑  "Syndrome of Inappropriate Antidiuretic Hormone Secretion Differential Diagnoses". emedicine.medscape.com (بالإنجليزية). Archived from the original on 2024-10-31.

### باللغة العربيَّة
1. ↑  [أ] محمد هيثم الخياط (2006). المعجم الطبي الموحد: إنكليزي - عربي (بالعربية والإنجليزية) (ط. 4). بيروت: مكتبة لبنان ناشرون، منظمة الصحة العالمية. ص. 1459. ISBN:978-9953-33-726-5. OCLC:192108789. QID:Q12193380.
[ب] يوسف حتي؛ أحمد شفيق الخطيب (2011). قاموس حتي الطبي الجديد: طبعة جديدة وموسعة ومعززة بالرسوم إنكليزي - عربي مع ملحقات ومسرد عربي - إنكليزي (بالعربية والإنجليزية) (ط. الأولى). بيروت: مكتبة لبنان ناشرون. ص. 619. ISBN:978-9953-86-883-7. OCLC:868913367. QID:Q112962638.
[جـ] ميشيل إبراهيم؛ غسان منصور؛ ريتا صياح؛ فادي فرحات (2006). قاموس المصطلحات الطبية: (إنكليزي-عربي)، مع مسرد (فرنسي-إنكليزي) بالتعابير الطبية ذات الجذور المختلفة (بالعربية والإنجليزية) (ط. 1). بيروت: دار الكتب العلمية. ص. 519. ISBN:978-2-7451-5027-1. OCLC:70859660. QID:Q126730603.